# Cristal (bande dessinée)
Pour les articles homonymes, voir Cristal.
 (février 2012).
Si vous disposez d'ouvrages ou d'articles de référence ou si vous connaissez des sites web de qualité traitant du thème abordé ici, merci de compléter l'article en donnant les références utiles à sa vérifiabilité et en les liant à la section « Notes et références ».
Cristal est une série de bande dessinée de science-fiction franco-belge écrite par Raymond Maric et dessinée par Raffaele Carlo Marcello pour le magazine Spirou, le 24 décembre 1981 avant de la publier album cartonné chez l'éditeur Dupuis en août 1986.

## Distinctions

### Synopsis
Cristal, un extraterrestre venu sur Terre est traqué par l'armée américaine.

### Histoire
À Paris dans les années 1980, un gigantesque vaisseau spatial fait son apparition et atterrit sur l'Arc de triomphe sous les yeux des touristes dont Alain Plessis. De l'engin sortent peu après deux extraterrestres, l'un portant l'autre visiblement inerte. Le premier s'évanouit et le dernier est mort.
Regardant la télévision dans sa chambre d'hôtel, Alain Plessis est ahuri d'entendre prononcer son nom. L'extraterrestre a dû ramasser son sac, tombé lors de l'extraordinaire spectacle sur le toit du monument.
Grâce aux recherches, la police trouve le jeune homme et l'interroge bien qu'elle se pose des questions sur les liens qu'il peut avoir avec l'homme venu d'ailleurs qui est hospitalisé au Val-de-Grâce : elle le confronte avec lui. Alain, n'en savant rien du tout, se trouve en face de l'extraterrestre en compagnie du commissaire Valboni et se sent asservi par le regard de l'inconnu si clair et si transparent qu'il le nomme alors Cristal.
La nuit après cette journée épuisante, Alain est réveillé en sursaut par Cristal dans sa chambre. Il ne s'est pas évadé. Il est toujours à l'hôpital. Et il a besoin d'Alain pour sortir de là…

### Personnages
- Cristal est un extraterrestre, vêtu d'une combinaison bleue, d'un étrange collier traducteur et de gants gris, aux cheveux entièrement blancs et aux regards étrangement clairs, transparents. Il ne supporte pas l'eau qui lui brûle à la peau, et peut en mourir.
- Alain Plessis, un jeune limougeaud, qui était un simple touriste à Paris avant de rencontrer Cristal dans un hôpital militaire du Val-du-Grâce. Il est le seul en qui Cristal fait confiance et devient son protecteur dans les aventures suivantes.
- Commissaire Valboni s'occupe, uniquement dans le premier tome, de l'affaire de Cristal et Alain.
- Lieutenant Jane Bayle, une américaine, aide nos deux héros que l'armée avait pris pour des dealers recherchés.
- Martine Corday, vivant dans la région de Roberval au Canada, est une amie d'Alain Plessis.

## Publications

### Revue

#### Le Journal de Spirou
1. Venu d'ailleurs, du no 2280 (24 décembre 1981) au 2288 (18 février 1982).
2. Les Tueurs d'un autre monde, du no 2361 (14 juillet 1983) au 2371 (22 septembre 1983).
3. Passeport pour l'angoisse, du no 2424 (27 septembre 1984) au 2427 (18 octobre 1984).
4. Sortilèges à Bahia, du no 2472 (27 août 1985) au 2475 (17 septembre 1985).
5. Le cobaye, du no 2522 (12 août 1986) au 2525 (2 septembre 1986).
6. Pour un regard si triste, du no 2556 (7 avril 1987) au 2560 (5 mai 1987).
7. Une vie de famille, du no 2603 (1er mars 1988) au 2613 (11 mai 1988).

### Albums
- 1 Venu d'ailleurs, Dupuis, Marcinelle, août 1986
Scénario : Maric - Dessin : Marcello -  (ISBN 2-8001-1383-9)
- 2 Les Tueurs d'un autre monde, Dupuis, Marcinelle, novembre 1986
Scénario : Maric - Dessin : Marcello -  (ISBN 2-8001-1391-X)
- 3 Passeport pour l'angoisse, Dupuis, Marcinelle, mars 1987
Scénario : Maric - Dessin : Marcello -  (ISBN 2-8001-1422-3)
- 4 Sortilèges à Bahia, Dupuis, Marcinelle, septembre 1987
Scénario : Maric - Dessin : Marcello -  (ISBN 2-8001-1507-6)
- 5 Le Cobaye, Dupuis, Marcinelle, février 1988
Scénario : Maric - Dessin : Marcello -  (ISBN 2-8001-1531-9)
- 6 Une vie de famille, Regards, janvier 2000
Scénario : Maric - Dessin : Marcello
- 7 Pour un regard si triste, Regards, janvier 2002
Scénario : Maric - Dessin : Marcello
- 8 Manipulations, Regards, juillet 2014
Scénario : Maric - Dessin : Marcello